# 广泛阵线 (智利)
广泛阵线（西班牙語：Frente Amplio，缩写为FA）是智利的一个左翼政党，于2024年4月19日由同名政党联盟改组而成。2024年7月1日，该党获得注册政党资格，同时，原广泛阵线的成员组织（社会融合、民主革命、共同和社会主义纲领）全部解散。